# آلفرد آهو
آلفرد آهو (انگلیسی: Alfred Aho؛ زادهٔ ۹ اوت ۱۹۴۱) یک دانشمند رایانه در زمینه کامپایلر و زبان‌های برنامه‌نویسی و الگوریتم‌های مرتبط و اهل کانادا است.
او در سال ۱۹۹۹ به دلیل مشارکت در زمینه‌های الگوریتم‌ها و ابزارهای برنامه‌نویسی به عضویت آکادمی ملی مهندسی انتخاب شد. او و همکار دیرینه‌اش جفری اولمن دریافت‌کنندگان جایزه تورینگ ۲۰۲۰ هستند که عموما به عنوان بالاترین رتبه ممتاز در علوم رایانه شناخته می‌شود.

## کتاب‌ها
- A. V. Aho and جفری اولمن، The Theory of Parsing, Translation, and Compiling, Vol. 1, Parsing. Prentice Hall, 1972. ISBN 0-13-914556-7
- A. V. Aho (ed.) Currents in the Theory of Computing. Prentice Hall, 1973.
- A. V. Aho and جفری اولمن، The Theory of Parsing, Translation, and Compiling, Vol. 2, Compiling. Prentice-Hall, 1973. ISBN 978-0-13-914564-3
- A. V. Aho, جان هاپکرافت، جفری اولمن، The Design and Analysis of Computer Algorithms. Addison-Wesley, 1974. ISBN 0-201-00023-7
- A. V. Aho and جفری اولمن، Principles of Compiler Design. Addison-Wesley, 1977. ISBN 0-201-00022-9
- A. V. Aho, جان هاپکرافت، جفری اولمن، Data Structures and Algorithms. Addison-Wesley, 1983. ISBN 0-201-00023-7
- A. V. Aho, R. Sethi, جفری اولمن، Compilers: Principles, Techniques, and Tools. Addison-Wesley, Reading MA 1986. ISBN 0-201-10088-6
- A. V. Aho, برایان کرنیگان، and P. J. Weinberger, The AWK Programming Language. Addison-Wesley, 1988. ISBN 978-0-201-07981-4
- A. V. Aho and جفری اولمن، Foundations of Computer Science. W. H. Freeman/Computer Science Press, 1992.
  - A. V. Aho and جفری اولمن، Foundations of Computer Science, C Edition. W. H. Freeman, 1995. ISBN 978-0-7167-8284-1
- A. V. Aho, M. S. Lam, R. Sethi, and جفری اولمن، Compilers: Principles, Techniques, and Tools, Second Edition. Addison-Wesley, 2007. ISBN 978-0-321-48681-3